# Isopropylmethoxypyrazin
Isopropylmethoxypyrazin (IPMP), auch 2-Isopropyl-3-methoxypyrazin ist eine chemische Verbindung aus der Gruppe der Derivate des Pyrazins (genauer der Methoxypyrazine) die als Duftstoff in der Natur vorkommt. Sie verleiht beispielsweise der Kartoffel ihren erdigen Geruch.

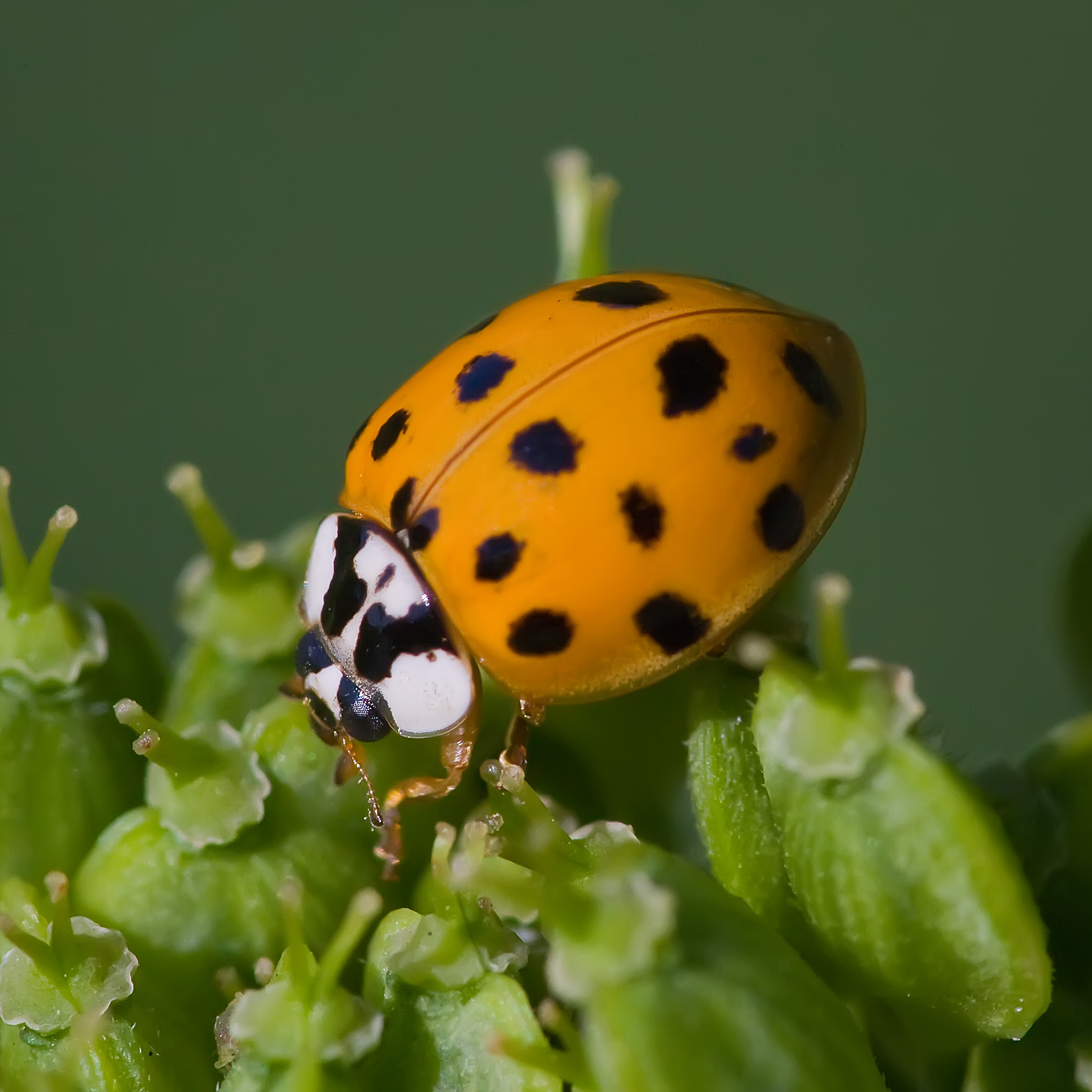
Asiatischer Marienkäfer

Der Asiatische Marienkäfer, der zur Schädlingsbekämpfung in Europa eingeführt wurde, produziert ebenfalls diesen Stoff. Durch diese Substanz kann Wein einen unerwünschten, bitteren Geschmack erhalten (Weinfehler).